# نخلة وود
نخلة وود هو نخل سرخسي نادر وأحد أنواع جنس نخلة الخبز وهو مستوطن غابة أونجوي في كوازولو ناتال،جنوب أفريقيا ويعتبر أحد أندر النباتات في العالم حيث أنه أنقرض في البرية وجميع العينات المتواجدة حالياً هي مستنسخة من نوع واحد.تم تسمية النخلة على اسم جون وود الذي أكتشف النبات في 1895.